# RL-60
RL-60はプラット・アンド・ホイットニーが開発したエキスパンダーサイクルのロケットエンジンである。
推進剤として液体水素と液体酸素を使用し、宇宙空間で複数回、再着火する能力を有する。